# Elección para gobernador de Maine de 2022
La elección para gobernador de Maine de 2022 se llevó a cabo el 8 de noviembre.
La gobernadora titular, Janet Mills, compitió por un segundo mandato, enfrentándose al exgobernador republicano Paul LePage.

## Resultados

### Generales
| Partido                          | Partido       | Candidato     | Votos     | %     |
| -------------------------------- | ------------- | ------------- | --------- | ----- |
|                                  | Demócrata     | Janet Mills   | 376,934   | 55.69 |
|                                  | Republicano   | Paul LePage   | 287,304   | 42.45 |
|                                  | Independiente | Sam Hunkler   | 12,581    | 1.86  |
|                                  |               |               |           |       |
| Total                            | Total         | Total         | 676,819   | 100   |
| Participación                    | Participación | Participación | 680,962   | 59.47 |
| Registrados                      | Registrados   | Registrados   | 1,145,052 |       |
|                                  |               |               |           |       |
| Fuente: Maine Secretary of State |               |               |           |       |

### Por condado
|              | Mills Demócrata | Mills Demócrata | LePage Republicano | LePage Republicano | Hunkler Independiente | Hunkler Independiente | Total   |
| Condado      | Votos           | %               | Votos              | %                  | Votos                 | %                     | Total   |
| ------------ | --------------- | --------------- | ------------------ | ------------------ | --------------------- | --------------------- | ------- |
| Androscoggin | 22,915          | 48.47           | 23,220             | 49.11              | 884                   | 1.87                  | 47,281  |
| Aroostook    | 11,587          | 40.17           | 16,530             | 57.31              | 515                   | 1.79                  | 28,844  |
| Cumberland   | 112,188         | 68.84           | 47,201             | 28.96              | 2,462                 | 1.51                  | 162,969 |
| Franklin     | 7,406           | 49.37           | 7,179              | 47.86              | 343                   | 2.29                  | 15,001  |
| Hancock      | 17,446          | 56.74           | 12,527             | 40.74              | 566                   | 1.84                  | 30,749  |
| Kennebec     | 30,838          | 50.82           | 28,368             | 46.75              | 1,140                 | 1.88                  | 60,685  |
| Knox         | 13,441          | 60.01           | 8,430              | 37.64              | 385                   | 1.72                  | 22,397  |
| Lincoln      | 11,853          | 56.31           | 8,744              | 41.54              | 349                   | 1.66                  | 21,051  |
| Oxford       | 12,875          | 46.15           | 14,229             | 51.01              | 631                   | 2.26                  | 27,897  |
| Penobscot    | 31,844          | 46.16           | 35,496             | 51.46              | 1,303                 | 1.89                  | 68,983  |
| Piscataquis  | 3,098           | 37.48           | 4,960              | 60.00              | 158                   | 1.91                  | 8,266   |
| Sagadahoc    | 12,414          | 59.26           | 8,049              | 38.42              | 379                   | 1.81                  | 20,948  |
| Somerset     | 9,083           | 39.59           | 13,233             | 57.67              | 500                   | 2.18                  | 22,945  |
| Waldo        | 11,508          | 54.42           | 9,099              | 43.03              | 400                   | 1.89                  | 21,146  |
| Washington   | 6,046           | 40.59           | 8,160              | 54.79              | 553                   | 3.71                  | 14,892  |
| York         | 60,772          | 57.87           | 41,662             | 39.67              | 1,994                 | 1.89                  | 105,010 |